# Гроцка (община)
Гроцка (серб. Гроцка) — община в Сербии, входит в округ Белград.
Население общины составляет 79 819 человек (2007 год), плотность населения составляет 276 чел./км². Занимаемая площадь — 289 км², из них 72,1 % используется в промышленных целях.
Административный центр общины — город Гроцка. Община Гроцка состоит из 15 населённых пунктов, средняя площадь населённого пункта — 19,3 км².

## Статистика населения общины
| Год  | Население, чел. |
| ---- | --------------- |
| 1991 | 69 125          |
| 2001 | 74 650          |
| 2002 | 76 087          |
| 2003 | 77 189          |
| 2004 | 78 028          |
| 2005 | 78 605          |
| 2006 | 79 153          |
| 2007 | 79 819          |